# Azot (région)
Pour les articles homonymes, voir Azot.
L'Azot ou Azotija (en macédonien Азот et Азотија) est une région naturelle du centre de la Macédoine du Nord, située sur le cours supérieur de la Babuna. Elle se limite d'ailleurs à la vallée de cette rivière et elle est caractérisée par un environnement de moyenne montagne. L'Azot est fermé au nord et à l'ouest par les sommets de la Jakupica, et au sud, elle est séparée de la plaine de la Pélagonie par une rangée de montagnes qui forment l'extrémité sud de la Jakupica. L'Azot est compris dans la municipalité de Tchachka, dont il forme la moitié occidentale.
La région est entourée à l'ouest par le Poreče, qui s'étend de l'autre côté de la Jakupica, au sud par la Pélagonie et à l'est par la vallée du Vardar.
L'Azot se compose de deux ensembles différents. La partie septentrionale est plus étroite et orientée sur un axe nord-sud, tandis que la partie méridionale, qui commence vers Kapinovo, est sur un axe ouest-est, car la Babuna change de direction et part vers le Vardar, le fleuve dont elle est tributaire. Cette partie méridionale forme donc un couloir d'accès entre l'ouest et le centre de la Macédoine, et elle est notamment empruntée par la ligne de Vélès à Kremenitsa, qui dessert d'ailleurs plusieurs villages de l'Azot. 
L'Azot était autrefois une région assez peuplée, avec par exemple 6 000 habitants en 1948. Ce chiffre est tombé à 1 242 habitants en 2002, car la région souffre de l'exode rural. 95 % de la population est macédonienne, et l'Azot compte une petite minorité albanaise.

## Villages
L'Azot compte les villages de Bogomila, Oréché, Kapinovo, Tsrechnevo, Bistritsa, Oraov Dol, Plévényé, Papradichté, Nejilovo, Gabrovnik, Teovo et Soglé. Les villages de Stari Grad, Martoltsi et Pomenovo sont aussi parfois considérés comme faisant partie de l'Azot.

## Personnalités
L'Azot est la région d'origine de Petar Pop-Arsov, figure nationaliste, du lexicographe Dimitrija Čupovski, et de l'architecte Andreja Damjanov.

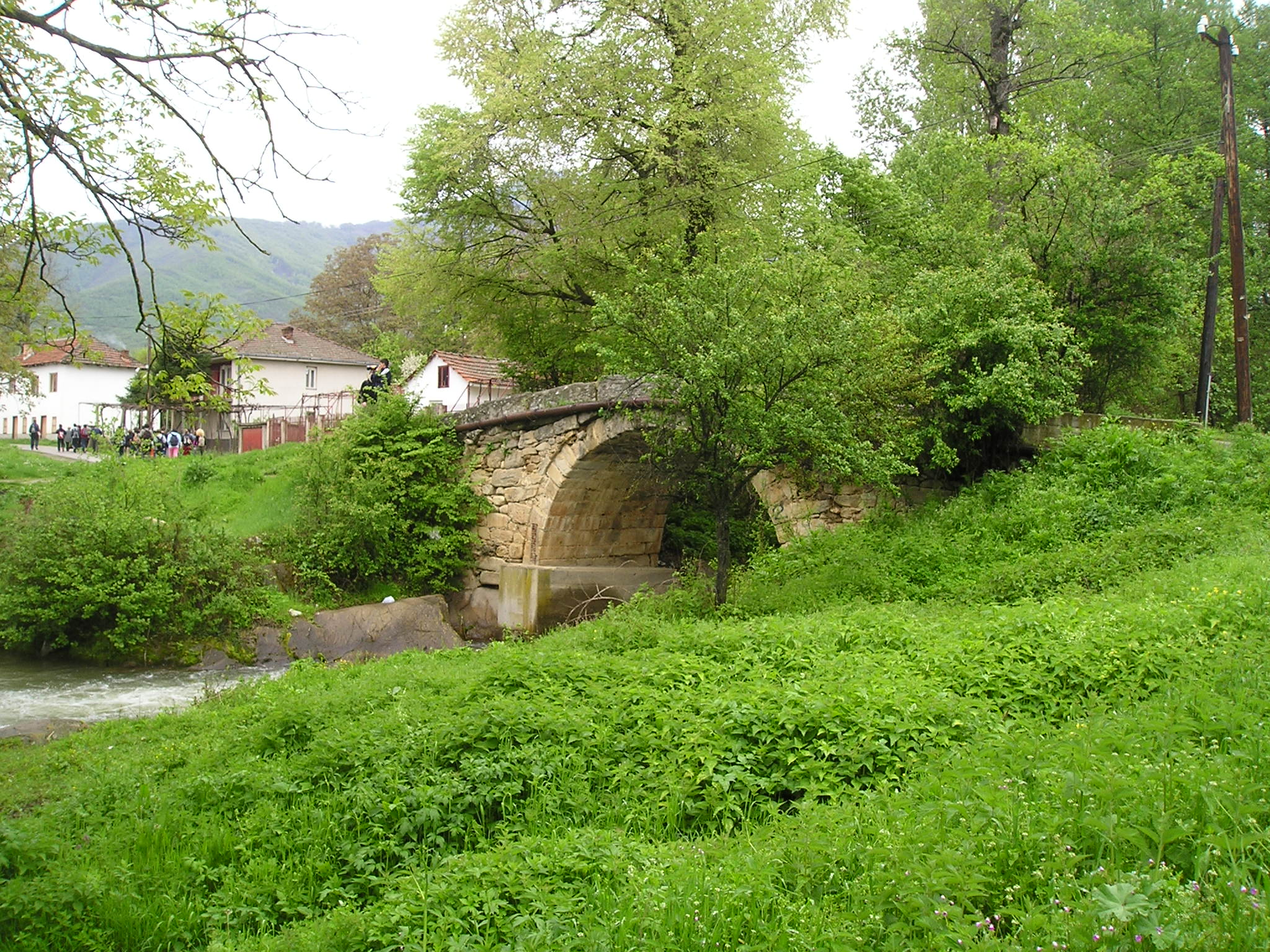
Le pont sur la Babuna à Bogomila.
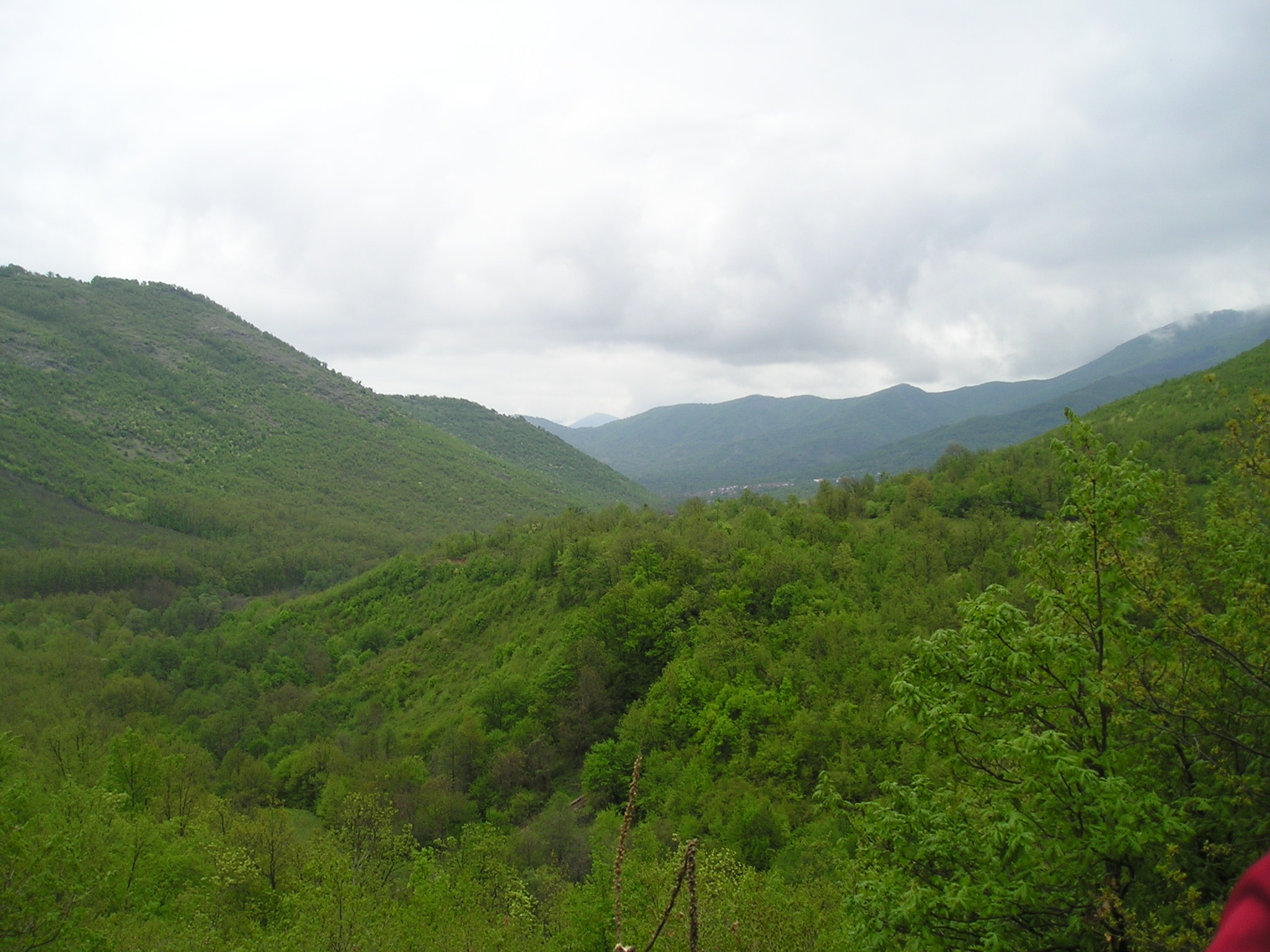
Paysage de l'Azot.
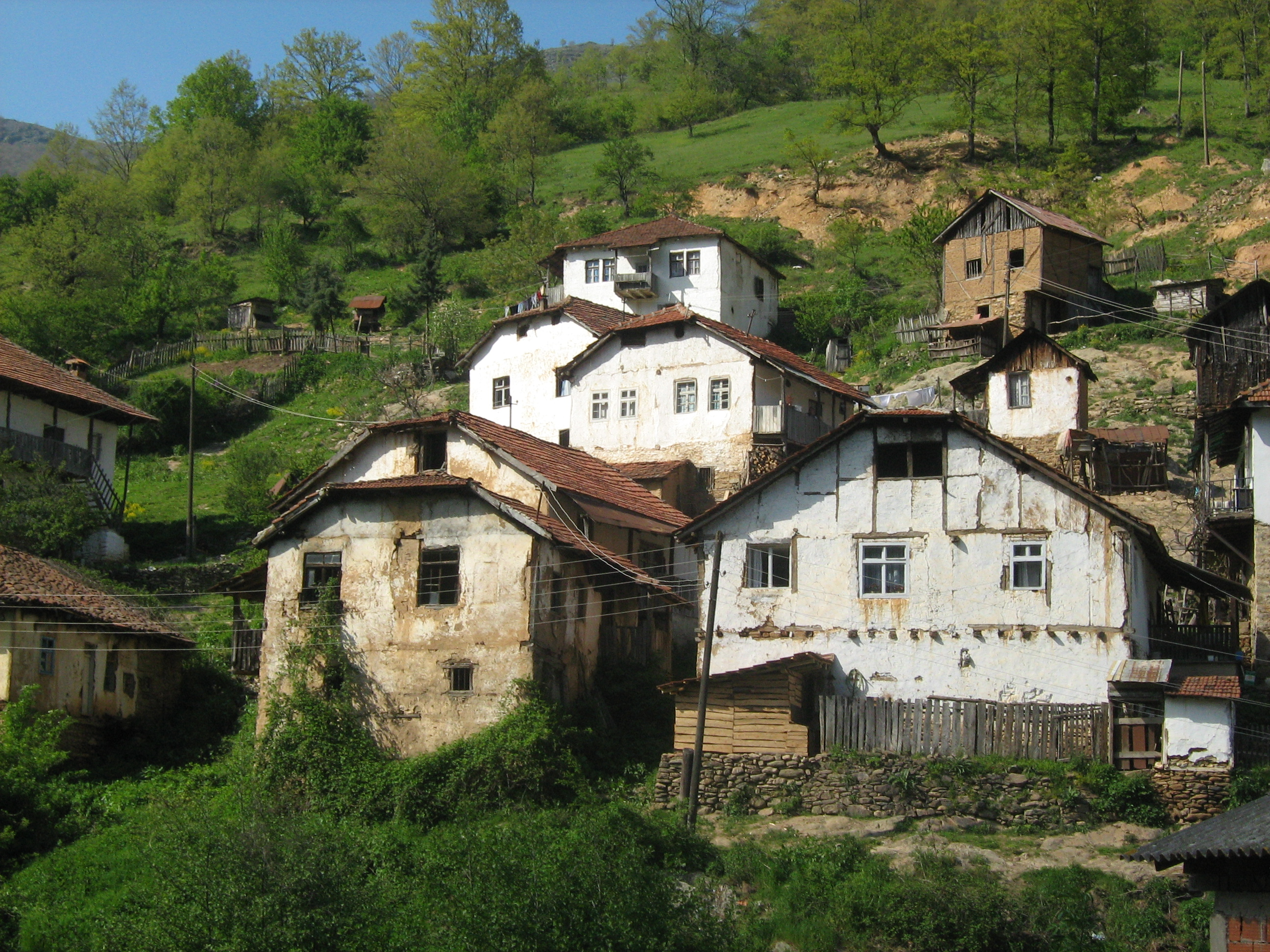
Maisons traditionnelles à Oréché.